# انتشارات آلفرد ای. کناف
انتشارات آلفرد ای. کناف (به آلمانی: Alfred A. Knopf) یک انتشارات در شهر نیویورک است که توسط آلفرد ای ناپ سر در سال ۱۹۱۵ بنیان گذاری شده‌است.